# Cirencester
Cirencester este un oraș în comitatul Gloucestershire, regiunea South West, Anglia. Orașul se află în districtul Cotswold a cărui reședință este.